# Honda CB 1000 R
| Honda                               | Honda                                                                              |
| ----------------------------------- | ---------------------------------------------------------------------------------- |
| CB 1000 RA mit diversen Umbauteilen |                                                                                    |
| CB 1000 R/RA (SC60)                 |                                                                                    |
| Hersteller:                         | Honda                                                                              |
| Produktionszeitraum:                | ab 2008                                                                            |
| Klasse:                             | Motorrad                                                                           |
| Bauart:                             | Naked Bike                                                                         |
| Motor:                              | flüssigkeitsgekühlter Vierzylinder-Viertakt-Reihenmotor mit geregeltem Katalysator |
| Hubraum (cm³):                      | 998,4                                                                              |
| Leistung (kW / PS):                 | 92 / 125 bei 10000/min                                                             |
| Drehmoment (Nm):                    | 99 bei 7750/min                                                                    |
| Kraftstoff:                         | Normal, bleifrei, 91 ROZ                                                           |
| Kraftstoffverbrauch:                | 5,5–6,0 l                                                                          |
| Getriebe:                           | 6 Gänge                                                                            |
| Antrieb:                            | O-Ring-Kette                                                                       |
| Bereifung vorne:                    | 120/70ZR17 (58W)                                                                   |
| Bereifung hinten:                   | 180/55ZR17 (73W)                                                                   |
| Maße (L×B×H mm):                    | 2105 × 785 × 1.095                                                                 |
| Radstand (mm):                      | 1445                                                                               |
| Sitzhöhe (mm):                      | 825                                                                                |
| Leergewicht (kg):                   | CB 1000 R: 217 CB 1000 RA: 222                                                     |
| Gewicht fahrbereit (kg):            | 217                                                                                |
| Max. Zuladung (kg):                 | 188                                                                                |
| Tankvolumen (Liter):                | 17 davon 4 als Reserve                                                             |
| Vorgängermodell:                    | Honda Hornet 900                                                                   |
| Ähnliche Modelle:                   | N/A                                                                                |
| Besonderheiten:                     | Mono-Backbone-Rahmen; Einarmschwinge                                               |
| Preis:                              | 11.490 €                                                                           |

Die Honda CB 1000 R (SC 60) ist ein Motorrad der Kategorie Naked Bike und das offizielle Nachfolgemodell der Honda Hornet 900 (SC 48). Sie wird seit 2008 von Honda in Italien gefertigt.
Die Version mit Combined ABS wird als CB 1000 RA (SC 60) bezeichnet.

## Modellgeschichte
Die CB 1000 R löste ab 2008 die Hornet 900 ab. Sie ist ein komplett neu entwickeltes Motorrad. Zentrales Element der Maschine ist der aus Aluminium gefertigte Mono-Backbone-Rahmen. Das Fahrwerk besteht des Weiteren aus einer Upside-Down-Gabel vorn und einer Einarmschwinge hinten. Die Maschine war anfangs mit radial verschraubten Vierkolben-Bremssätteln vorn ohne ABS oder in der Combined-ABS-Version mit Dreikolbensätteln verfügbar. Mittlerweile ist nur noch die ABS-Version erhältlich. Das Combined ABS verbindet die von Honda bekannte Kombibremse mit dem ABS. Bei der Beleuchtung fällt vor allem der relativ große einzelne Scheinwerfer auf. Direkt darunter befindet sich ein blau leuchtendes rundes LED-Standlicht. Am Heck ist eine kombinierte LED-Rück- und LED-Bremsleuchte in die Verkleidung integriert.
Dem Käufer standen zu Beginn folgende 4 Farben zur Auswahl: Sword Silver Metallic, Dragon Green Metallic, Pearl Nightstar Black und Pearl Cool White. 2010 kam Pearl Siena Red dazu und ab 2011 wurde diese ersetzt durch die Farbvariante Pearl Cool White (Tricolor).
Zum Modelljahr 2018 wurde die CB 1000 R komplett überarbeitet und erhielt den Zusatz „Neo Sports Café“ (SC 80).

## Modellpflege

### SC 60 Bj. 2010 bis 2018
Für das Baujahr 2010 waren keine technischen Änderungen geplant. Allerdings wurde die Farbpalette durch die Farbe Metallic Pearl Siena Red erweitert. Im Modelljahr 2011 entfiel diese Farbe wieder und wurde durch die TRICOLOR (weiß-blau-rot) ersetzt. 2012 kam Mat Cygnos Grey als neue Farbe.

### SC 80 Bj. 2018 bis 2020
Für das Baujahr 2018 wurde die CB 1000 R  komplett überarbeitet und bildete mit den Modellen CB125R, CB300R und CB650R die Modellfamilie „Neo Sports Café“. Sie ist angelehnt an klassische Café-Racer mit runden Scheinwerfern, hat aber eine moderne Linienführung und Ausstattung. Die Farbvarianten sind Schwarz/Silber, Rot/Silber und Grau/Silber.

### SC 80 ab Bj. 2021

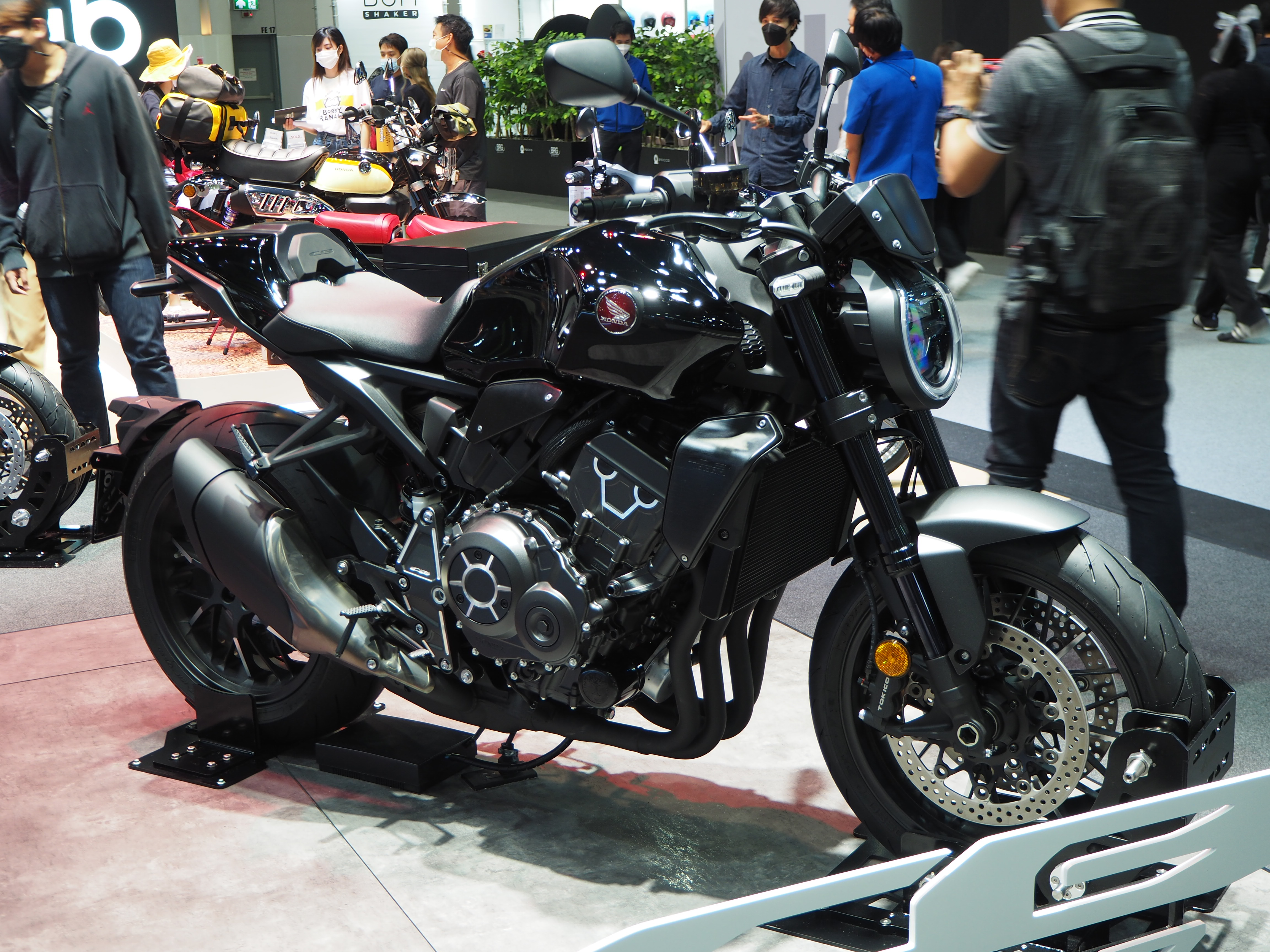
SC80 Modell 2021 in Schwarz

Im Baujahr 2021 wurden kleine Änderungen eingeführt. Es gibt nun zusätzlich eine komplett schwarze Variante (Black series).

## Technik
| Erweiterte technische Spezifikationen | Erweiterte technische Spezifikationen |
| ------------------------------------- | --- |
| Bohrung (mm):                         | 75,0 |
| Hub (mm):                             | 56,5 |
| Verdichtung:                          | 11,2 : 1 |
| Zündung:                              | Computergesteuerte digitale Transistorzündung mit elektronischer Frühverstellung |
| Starter:                              | Elektrostarter |
| Motorölfüllmenge:                     | nach ablassen: 2,7 Liter nach Filterwechsel: 3,0 Liter nach zerlegen des Motors: 3,6 Liter |
| Spezifikation Motoröl:                | SAE 10W-30 API SG oder höher |
| Kühlsystem Füllmenge:                 | Kühler und Motor: 3,0 Liter Ausgleichsbehälter: 0,35 Liter |
| Zündkerzen (Abstand):                 | NGK IMR9E-9HES oder Denso VUH27ES 0,8–0,9 mm |
| Fahrwerk/Rahmen                       | Vorne 43 mm Upside-Down-Gabel Hinten ProArm-Schwinge und Zentralfederbein Federweg vorne 109 mm, hinten 128 mm Mono-Backbone-Rahmen aus Aluminium                                                               |
| Bremsen:                              | Vorne 310-mm-Doppelscheibenbremse mit radial befestigten Vierkolben-bremszangen (Optional: Combined ABS mit Dreikolbenzange) Hinten 256-mm-Einscheibenbremse mit Doppelkolbenbremszange (Combined ABS optional) |
| Lenkkopfwinkel:                       | 65° |
| Nachlauf (mm):                        | 99 |

### Fahrwerk und Rahmen
Die CB 1000 R hat einen „Mono-Backbone“-Rahmen aus Aluminium der im Gravity Die-Cast Verfahren hergestellt wird. Mit dem Motor als tragendem Element ergibt das Ganze eine steife Diamant-Konstruktion. Hierbei werden Steuerrohr, Schwingenaufnahme und Hauptrahmenrohr so zusammengeschweißt, dass sie den Motor möglichst eng umschließen und eine kompakte Einheit bilden. Durch Anordnung von Hauptrahmen, Motor und Auspuff auf möglichst geringem Raum wurde eine gute Massenzentralisierung erzielt. Jedes andere Bauteil, das weiter von diesem zentralen Punkt entfernt liegt, wurde möglichst gewichtssparend konstruiert.
Vorn ist eine 43-mm-Upside-Down-Gabel mit HMAS-Kartuschendämpfer und 120 mm Federweg eingebaut. Sie ist sowohl in Zug- und Druckstufe als auch in der Federvorspannung voll einstellbar. Die hintere Radaufhängung hat einen Monoshock-Dämpfer mit einem progressiven Federweg von 128 mm. Hier ist die Zugstufe sowie die Federvorspannung einstellbar.

### Bremsen
Vorn hat die CB 1000 R zwei 310 mm große Bremsscheiben mit Vierkolbenbremszangen, am Hinterrad ist es eine 256 mm große Bremsscheibe mit Doppelkolbenbremszange.
Die Version mit Combined ABS hat Dreikolbenbremszangen vorn sowie hinten und vorn einen Impulsring, dessen Rotation ständig vom ABS überwacht wird. Der mittlere der drei Bremskolben an der Vorderradbremse ist ausschließlich für das Combined-Bremsen verantwortlich. Die anderen beiden sprechen nur bei Betätigung des Bremshebels für die Vorderradbremse an. Die Kombibremse sorgt dafür, dass bei Betätigung des Bremspedals für die Hinterradbremse immer auch eine gewisse Bremskraft auf die Vorderradbremse ausgeübt wird, allerdings immer nur gerade so viel, dass die Bremskraft zwischen Hinter- und Vorderrad in einem ausgewogenen Verhältnis bleibt. Wenn ausschließlich der Bremshebel für die Vorderradbremse betätigt wird, dann arbeitet diese wie gewohnt und das Hinterrad wird nicht mit abgebremst.

### Antriebsstrang
Der Motor der CB 1000 R ist eine modifizierte Version des Motors der 2007er Fireblade. Er ist etwas gedrosselt, was dazu führt, dass er bei einer geringeren Maximalleistung im unteren wie mittleren Drehzahlband ein höheres Drehmoment entwickelt. Anders als bei der CBF 1000, die dieselbe Motorbasis hat, steht bei der CB aber insgesamt 30 % mehr Leistung im oberen Drehzahlbereich zur Verfügung. Der Motor hat eine Leistung von 92 kW (125 PS) bei 10.000/min und ein Drehmoment von 99 Nm bei 7750/min.
Das Getriebe hat sechs Gänge und leitet die Kraft über eine O-Ring-Kette mit 116 Gliedern an das Hinterrad weiter. Die Übersetzung des Getriebes ermöglicht eine Maximalgeschwindigkeit von 248 km/h laut Tacho. Die Kupplung wird hydraulisch betätigt.

### Cockpit
Die Anzeigeeinheit mit Drehzahlmesser, Geschwindigkeitsanzeige, Kühlmitteltemperaturanzeige, Tankanzeige, Kilometerzähler, Uhr und verschiedene Warn- und Signalanzeigen ist vollständig digitalisiert. Die Combined ABS-Version der CB hat eine ABS-Warnleuchte. Die Helligkeit der blauen Hintergrundbeleuchtung des Displays lässt sich in drei Stufen verstellen.
Die Maschine hat eine Wegfahrsperre, von Honda HISS (Honda Ignition Security System, deutsch: Honda-Zündungs-Sicherheitssystem) genannt. Das Motorrad lässt sich nur mit den dazugehörigen Schlüsseln beziehungsweise dem in den Schlüsseln eingesetzten codierten Chip starten. Die Sperre kann weder durch Kurzschließen noch durch das Austauschen des Zündschaltermoduls umgangen werden, denn HISS schaltet den Motor direkt an der Zündung ab.